# Bistum San Pedro-en-Côte d’Ivoire
Das Bistum San Pedro-en-Côte d’Ivoire (lateinisch Dioecesis Sancti Petri in Litore Eburneo) ist eine in der Elfenbeinküste gelegene römisch-katholische Diözese mit Sitz in San-Pédro am Golf von Guinea.

## Geschichte
Das Bistum San Pedro-en-Côte d’Ivoire wurde am 23. Oktober 1989 durch Papst Johannes Paul II. mit der Apostolischen Konstitution Quo efficacius aus Gebietsabtretungen des Bistums Gagnoa errichtet. Es ist dem Erzbistum Gagnoa als Suffraganbistum unterstellt.

## Bischöfe von San Pedro-en-Côte d’Ivoire
- Barthélémy Djabla, 1989–2006, dann Erzbischof von Gagnoa
- Paulin Kouabénan N’Gnamé, 2007–2008
- Jean-Jacques Koffi Oi Koffi, 2009–2025, dann Erzbischof von Gagnoa